# Romualdas Juška
Romualdas Juška, né le 2 janvier 1942 (ou le 1er février selon d'autres sources), est un footballeur et arbitre soviétique.

## Carrière
En 1970, alors qu'il joue au Žalgiris Vilnius, où il a passé la majeure partie de sa carrière, il est élu meilleur footballeur lituanien de l'année.
Il évolue également au Metalist Kharkiv de 1967 à 1969.
Comme arbitre, il a officié dans des compétitions majeures :
- Coupe du monde de football des moins de 20 ans 1983 (1 match)
- Euro 1984 (1 match)